# Le Mari rêvé
Pour plus de détails, voir Fiche technique et Distribution.
Le Mari rêvé est un film français de Roger Capellani sorti en 1936. 
C'est un remake d'un film tchécoslovaque de 1933, La vie est une chienne de Martin Frič avec Hugo Haas et Adina  Mandlová

## Synopsis
Un jeune compositeur timide obtient, sous un faux nom, un emploi de directeur musical, chez un éditeur de musique. L'éditeur a deux filles charmantes, l'une tombe amoureuse du compositeur, et l'autre du directeur musical, deux personnes qui ne sont qu'un seul homme... Complications, quiproquos et fin souriante.

## Fiche technique
- Titre : Le Mari rêvé
- Réalisation : Roger Capellani
- Scénario : Hugo Haas, Martin Frič, Georges Dolley
- Dialogues : Georges Dolley
- Photographie : Otto Heller
- Musique originale : Casimir Oberfeld, André Hornez, Pavel Haas, Georges Dolley
- Société de production : Elekta-Film
- Pays de production :  France
- Format : Noir et blanc — Couleur (Technicolor) — 35 mm — 1,37:1 — Son : Mono
- Genre : Comédie
- Durée : 79 minutes (1 h 19)s
- Date de sortie : 
  - France : 25 décembre 1936

## Distribution
- Pierre Brasseur : René Daroy/Achille Daroy
- Arletty : Eve Roland
- Marcel Vallée : M. Roland
- Simone Héliard : Hélène Roland
- Pierre Juvenet : Le d'Hélène Roland
- Marthe Sarbel